# Funkcja różniczkowalna
Funkcja różniczkowalna – funkcja, która ma pochodną w każdym punkcie swojej dziedziny i której wartość w każdym jej punkcie jest skończona (różna od {\displaystyle \infty } i {\displaystyle -\infty }).
W szczególności funkcja pochodna danej funkcji określona jest w tej samej  dziedzinie co funkcja.

## Funkcja n-krotnie różniczkowalna
Definicja:
(1) Jeżeli funkcja {\displaystyle f} ma pochodną {\displaystyle g\equiv f^{\,'}} określoną w zbiorze {\displaystyle A} oraz funkcja {\displaystyle g} ma pochodną {\displaystyle h\equiv g^{\,'}} określoną w zbiorze {\displaystyle B\subset A} to mówimy, że
- {\displaystyle f} jest dwukrotnie różniczkowalna w zbiorze {\displaystyle B,}
- funkcja {\displaystyle h} jest drugą pochodną funkcji {\displaystyle f} określoną na zbiorze {\displaystyle B.}

(2) Funkcję nazywa się {\displaystyle n}-krotnie różniczkowalną, jeżeli istnieje {\displaystyle n} kolejnych pochodnych obliczonych z danej funkcji.

## Funkcja klasyCn

### Motywacja
Jeżeli dana funkcja jest różniczkowalna w całej dziedzinie, to nie oznacza automatycznie, że funkcja pochodna jest ciągła. Jeżeli funkcja pochodna jest ciągła, to o samej funkcji mówi się, że jest klasy {\displaystyle C^{1}.} Szerszą klasę funkcji o których pochodnych nie zakładamy ciągłości nazywamy {\displaystyle D^{1}.} Czasem potrzebne jest wymaganie, by pochodna {\displaystyle n}-tego rzędu była ciągła – stąd ogólna definicja funkcji klasy {\displaystyle C^{n}.} Klasa  {\displaystyle C^{0}}określa funkcje ciągłe - nie muszą być różniczkowalne w ani jednym punkcie.
Uwaga powyższa dotyczy funkcji zmiennej rzeczywistej – w przypadku funkcji zmiennej zespolonej różniczkowalność automatycznie pociąga za sobą analityczność.

### Definicja
(1) Funkcję {\displaystyle f} określoną na przedziale {\displaystyle (a,b)} nazywa się funkcją klasy {\displaystyle C^{n},} gdzie {\displaystyle n=1,2,\dots ,} jeżeli w przedziale {\displaystyle (a,b)} ma {\displaystyle n} ciągłych pochodnych.
(2) Funkcje klasy {\displaystyle C^{0}} to funkcje ciągłe.
(3) Funkcje klasy {\displaystyle C^{\infty }} (C-nieskończoność) to funkcje różniczkowalne dowolną liczbę razy. Klasę {\displaystyle C^{\infty }} nazywa się też klasą funkcji gładkich.

### Przykłady
- Funkcja klasy {\displaystyle C^{1}(\mathbb {R} )} jest funkcją ciągłą, której pochodna też jest ciągła.
- Wielomiany, funkcje wykładnicze, sinus i cosinus, sinus hiperboliczny, cosinus hiperboliczny i tangens hiperboliczny, są funkcjami klasy {\displaystyle C^{\infty }(\mathbb {R} ).}
- Funkcja {\displaystyle f(x)=|x|} jest klasy {\displaystyle C^{0}(\mathbb {R} ),} ale nie klasy {\displaystyle C^{1}(\mathbb {R} ).}
- Funkcja dana wzorem:

{\displaystyle f(x)={\begin{cases}x^{3}\cdot \sin \left({\frac {1}{x}}\right),&\mathrm {gdy\ } x\neq 0,\\0,&\mathrm {gdy\ } x=0\end{cases}}}
jest klasy {\displaystyle C^{1}(\mathbb {R} ),} ale nie jest klasy {\displaystyle C^{2}(\mathbb {R} ).}